# Vegetação da Paraíba

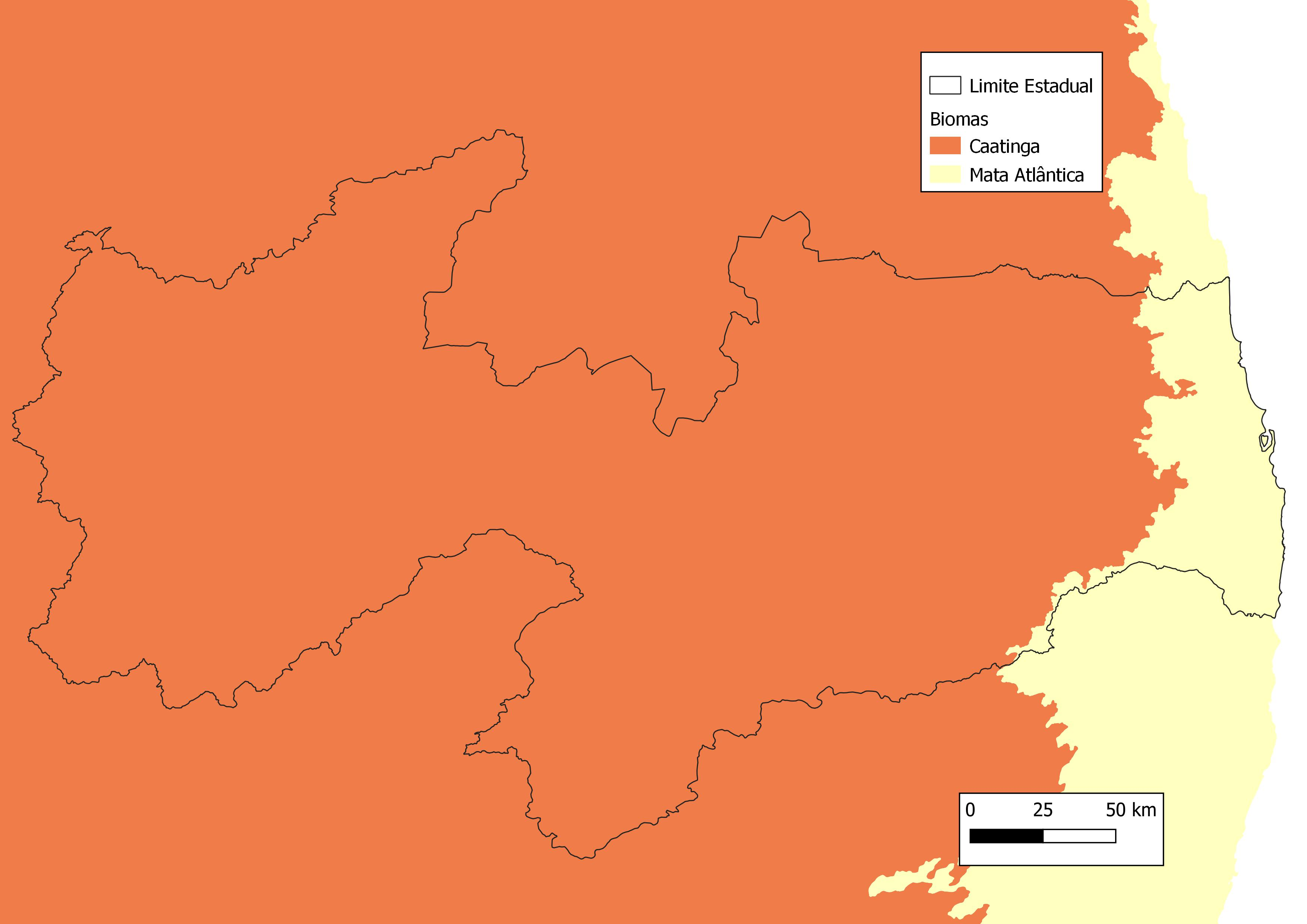
Mapa de biomas para o estado da paraíba.

A vegetação da paraíba é formada por um grande conjunto de formações vegetais de acordo com o tipo de ambiente onde se desenvolve.
O Estado tem em seu território dois domínios fitogeográficos, um desenvolvido sob o clima tropical úmido da zona costeira (mata atlântica) e outro desenvolvido sob o clima semiárido do interior (caatinga).

## Formações Vegetais
A maior parte do território do estado, cerca de 92%, está ocupada com o bioma da caatinga. Sendo este um conjunto de formações vegetais que vão desde as mais adaptadas ao déficit hídrico até as zonas de transição entre a caatinga e a mata atlântica.

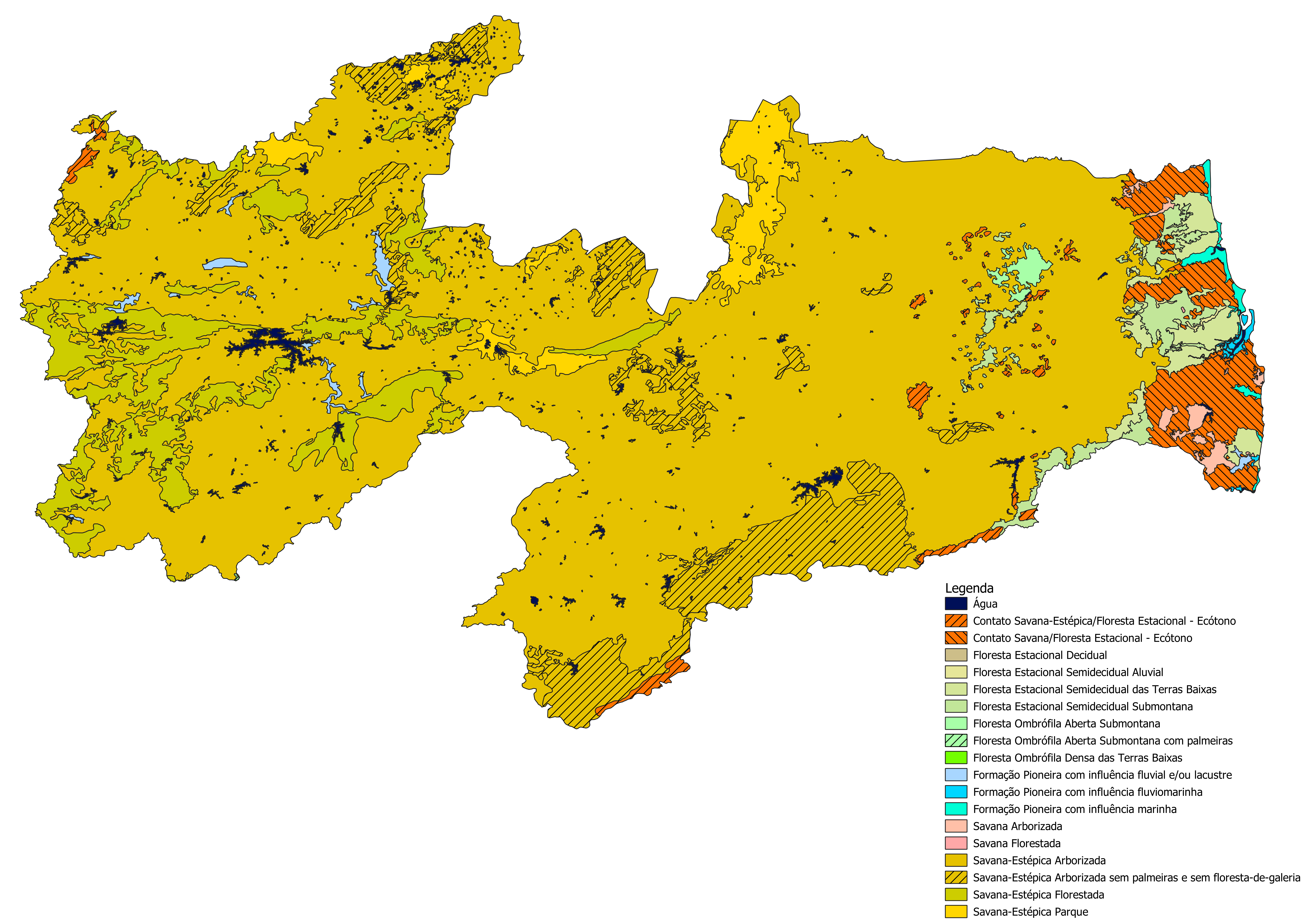
Mapa de cobertura vegetal da paraíba.

Desta forma, seguindo a classificação da vegetação brasileira e desconsiderando-se os encraves de mata atlântica dos brejos de altitude, na caatinga da paraíba encontram-se 5 tipos de vegetação, a saber: Savana-Estépica Arborizada, Savana-Estépica Florestada, Savana-Estépica Parque, a zona de contato entra a Savana-Estépica e Floresta Estacional e as Formações Pioneiras com influência fluvial e/ou lacustre.
Nas partes do estado ocupadas pela Mata Atlântica, há 5 tipos de vegetação, a saber: Floresta Estacional Semidecidual, Savana Arborizada, Savana Florestada, a zona de Contato entre a Savana e a Floresta Estacional, além das Formações Pioneiras com influencias fluviais e/ou marinhas. Há ainda os encraves deste bioma nos brejos de altitude onde há a Floresta Ombrófila Aberta e a Floresta Estacional Semidecidual.

## Ambientes e vegetação

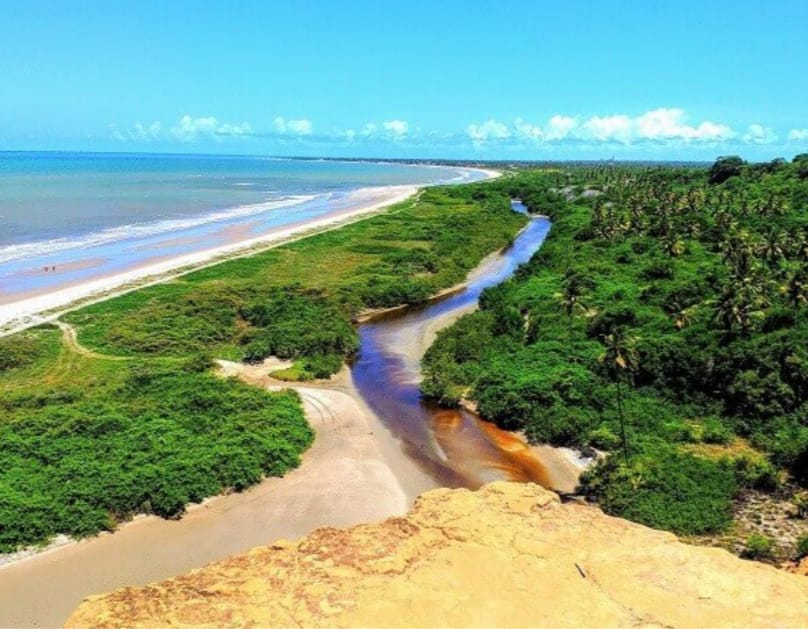
Vegetação em praia e restinga no município de Rio Tinto.

Além das formações vegetais, também é possível dividir o estado em regiões ambientalmente semelhantes, na qual a fisionomia da vegetação vai ser alterada de acordo com as condições de clima, solo e geomorfologia.

### Praias e restingas
São formações que ocorrem nas proximidades da orla, se desenvolvendo em depósitos de sedimentos e solos arenosos e pouco desenvolvidos, com boa drenagem, pouca retenção de água e muita influência do mar. A vegetação encontradas nestes ambientes são classificadas como Formações Pioneiras com influência marinha, dos tipos, herbáceo, arbustivo e arbóreo.

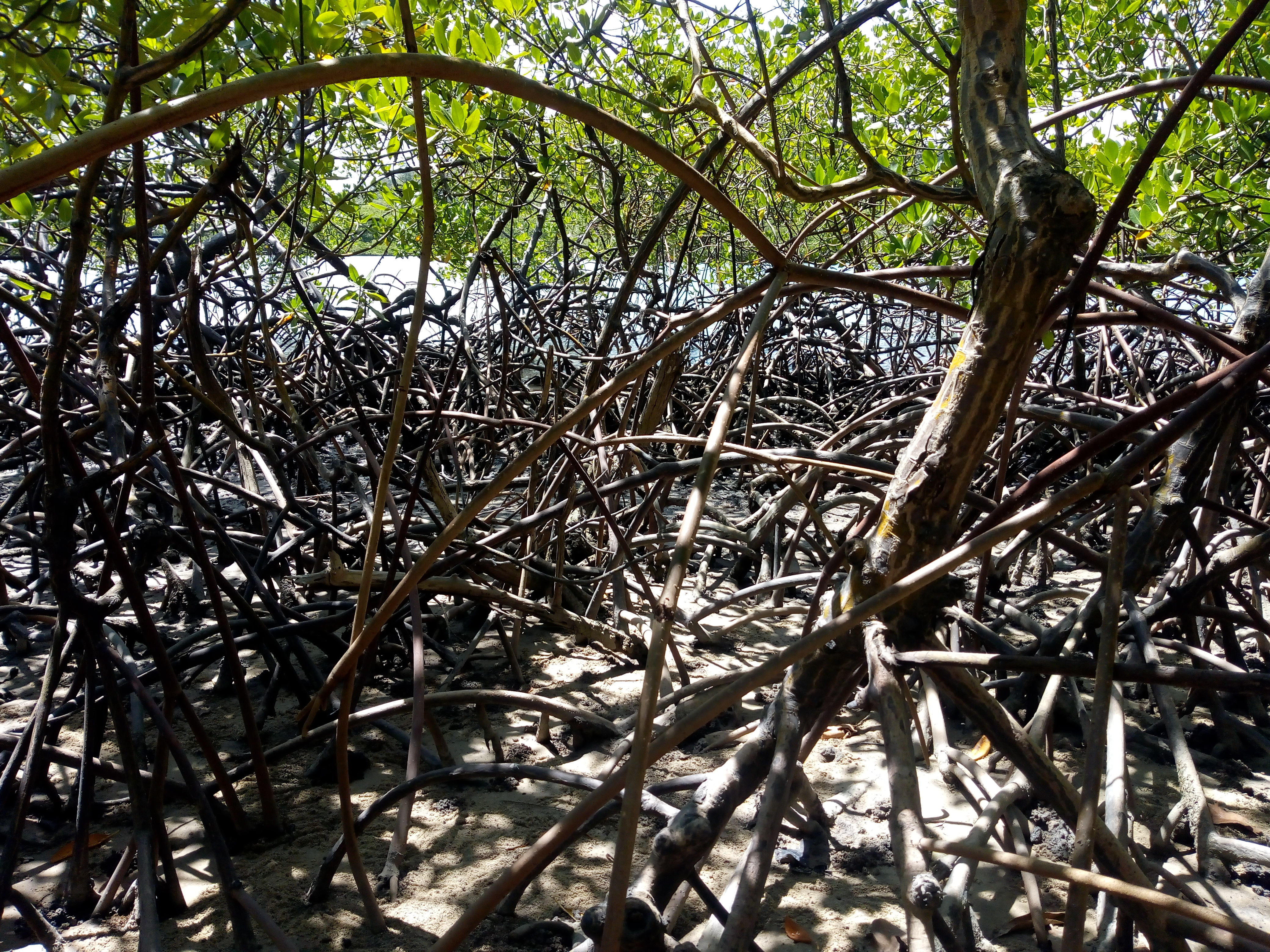
Exemplo de manguezal

### Manguezais
Ocorrem nos estuários dos rios maiores, nos locais onde o rio e as marés têm influencia sobre a vegetação. Os solos estão sempre saturados ou muito úmidos, com vegetação adaptada para as condições de de baixa aeração. A vegetação nestes locais é classificada como Formações Pioneiras com influencia fluviomarinha arbórea.

### Tabuleiros costeiros

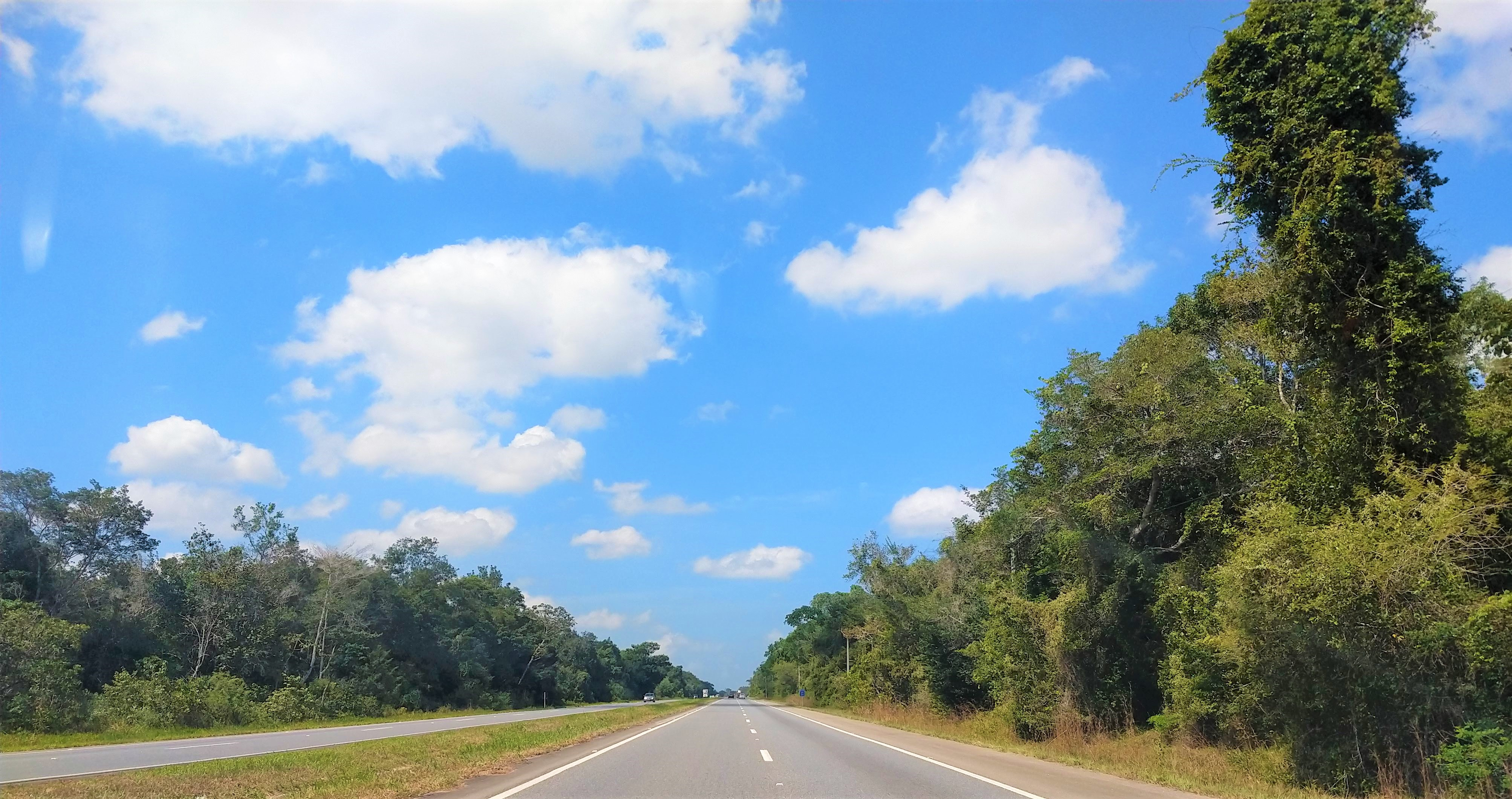
Floresta sobre tabuleiro costeiro, em Cruz do Espírito Santo.

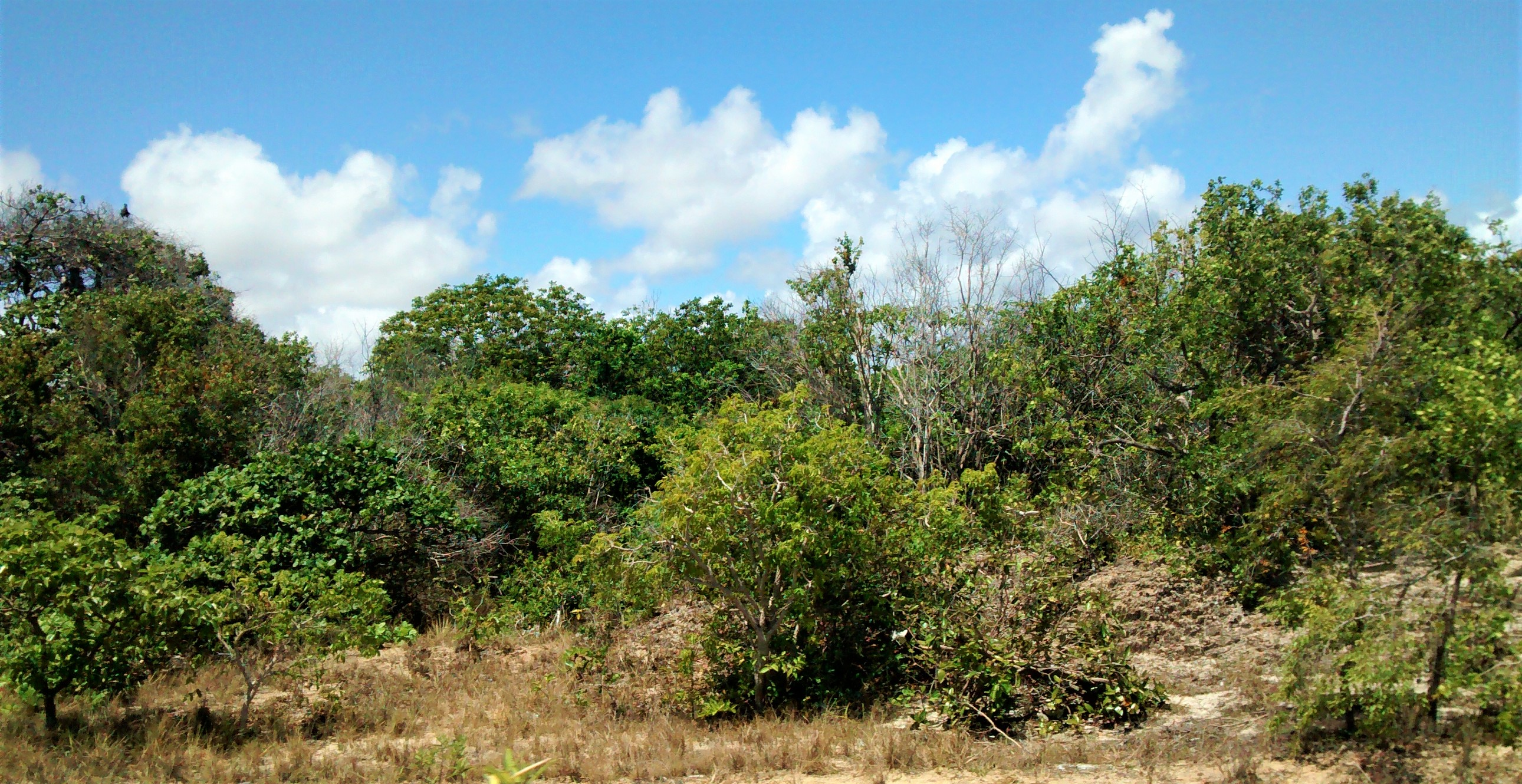
Vegetação de Cerrado em Marcação.

Os tabuleiros costeiros são uma unidade geoambiental que predomina na parte mais oriental do estado da paraíba. Sendo composta pelos tabuleiros, que são grandes áreas de relevo plano; pelos vales dos rios que nascem no planalto da borborema e cortam a região para desembocar no mar; além dos próprios rios que nascem na região. As altitudes na região vão de 30 a 200 m; os solos são profundos e de textura média a arenosa. O clima é semelhante em toda a região (As'), com temperaturas semelhantes e precipitações que se concentram nas estações outono e inverno e com acumulados indo de 1800 mm na parte mais a leste e reduzindo-se até 1000 mm na parte mais a oeste.
A vegetação que se desenvolve sobre a região é um mosaico de florestas e savanas, alternando-se conforme as condições edáficas. Nos vales dos rios e onde a fertilidade do solo é maior, geralmente formam-se florestas (também chamadas de matas), vegetação com adensamento de árvores altas (em torno de 30m); já nas partes mais planas e com solo menos fértil, arenoso e mal drenado, formam-se savanas (podem ser designadas como cerrados ou tabuleiros), com espécies de plantas distintas, porte baixo, com presença marcante de um extrato herbáceo e arbustos com densidade variável; estes dois tipos de vegetação podem se alternar com disjunções de cerrado em meio a floresta ou com formações de ecótonos onde fisionomia e espécies de plantas se misturam (também chamados de carrascos).Outra característica marcante é a expressão de caducidade da vegetação, que reflete diretamente a umidade do ambiente; nas partes com maiores acumulados de chuva e nas várzeas praticamente não há alteração entre o período chuvoso e o seco, mas conforme se afasta do litoral, e começa a aumentar o período com déficit hídrico a vegetação vai perdendo mais folhas, até chegar no agreste, onde mais de 50% das plantas perdem as folhas na estiagem.
Os diferentes tipos de vegetação que se desenvolvem nesta região são classificados como: Floresta Estacional Semidecidual, Savana Arborizada, Savana Florestada e a zona de Contato entre a Savana e a Floresta Estacional.

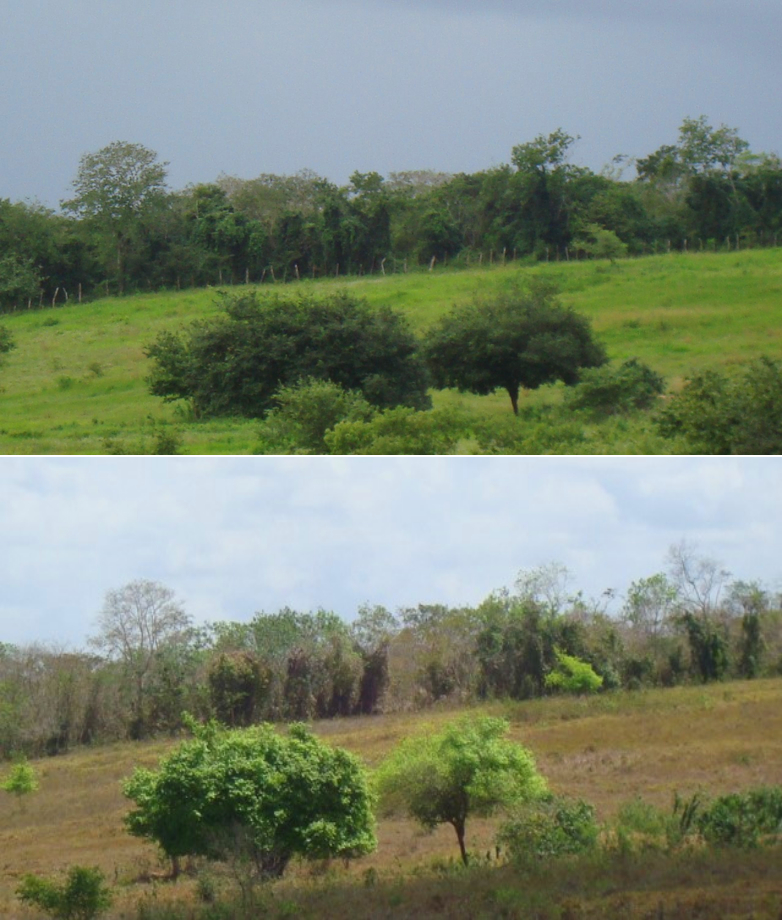
Vegetação do agreste durante o período chuvoso (cima) e de estiagem (baixo).

### Agreste
A oeste dos tabuleiros costeiros a precipitações diminuem ao ponto de não haverem mais condições de se manter uma floresta úmida, ao ponto que poucas espécies típicas da zona úmida conseguem sobreviver e um novo tipo de vegetação pode ser encontrado, pertencente as formações que compõem a caatinga. O tipo climático é o mesmo do litoral (As'), com chuvas de outono-inverno e estiagem na primavera e verão, contudo, os acumulados de chuva são menores, indo de 1000mm na parte mais a leste à 500mm na parte mais oeste. O período de estiagem pode durar de 6 a 10 meses, acontecendo de - na média - não ocorrerem meses com excedente hídrico ou de déficit nos 12 meses, contudo de um ano para o outro pode acontecer; sendo uma certa instabilidade nas chuvas característica do ambiente. O relevo da região varia do suave ondulado ao forte ondulado, com regiões de depressões, serras e planaltos. Os solos podem ser profundos ou rasos, dependo da litologia, também são comuns os afloramentos rochosos. A partir da geomorfologia, esta região pode ser dividida em 2: o agreste baixo, na área da depressão sublitorânea; e o agreste alto, no planalto da borborema.

#### Agreste baixo
Esta região, também denominada agreste sublitorâneo, tem como parte mais característica a depressão sublitorânea (ou pré-litorânea), que fica entre os tabuleiros costeiros e o planalto da Borborema; de forma que podem ser encontrados resquícios geológicos de tabuleiros costeiros e elevações isoladas do planalto da Borborema em meio a região. As precipitações de 1000mm no limite oriental, a pouco mais de 500mm no limite ocidental. A vegetação difere em sua fisionomia de acordo com as condições de umidade, onde, nas partes com maior precipitação há um predomínio de árvores com até 15m de altura, sendo a maioria das plantas decíduas e espinhosas com algumas típicas da zona úmida; o extrato arbustivo-herbáceo é significativo e se torna predominante em relação ao arbóreo, conforme a precipitação diminui; assim como são mais presentes as bromélias e cactos (mandacaru principalmente) conforme fica mais seco. A vegetação é classificada como Savana-Estépica Arborizada e zonas de Contato entre a Savana-Estépica e a Floresta Estacional.

#### Agreste alto
Também denominada como agreste da Borborema; é uma região com altitude maior que ocorre sobre o planalto da Borborema; sendo a parte mais característica a transição entre os brejos de altitude e a zona de clima semiárido. Devido a escarpa na transição da depressão para o planalto, há locais nesta região onde ocorrem chuvas orográficas, além da redução da evapotranspiração, que permite o desenvolvimento de uma vegetação sob menor déficit hídrico. A vegetação nesta região é muito semelhante a do agreste baixo, o geral, porém, há mais presenças de palmeiras; na parte mais a oeste, nas partes mais secas, se aproximando da região de clima semiárido; a vegetação torna-se mais arbustiva, os cactos (facheiro principalmente) se destacam.A vegetação é classificada como Savana-Estépica Arborizada (com ou sem floresta de galeria) e zonas de Contato entre a Savana-Estépica e a Floresta Estacional. 

### Cariris, Curimataú e Seridó

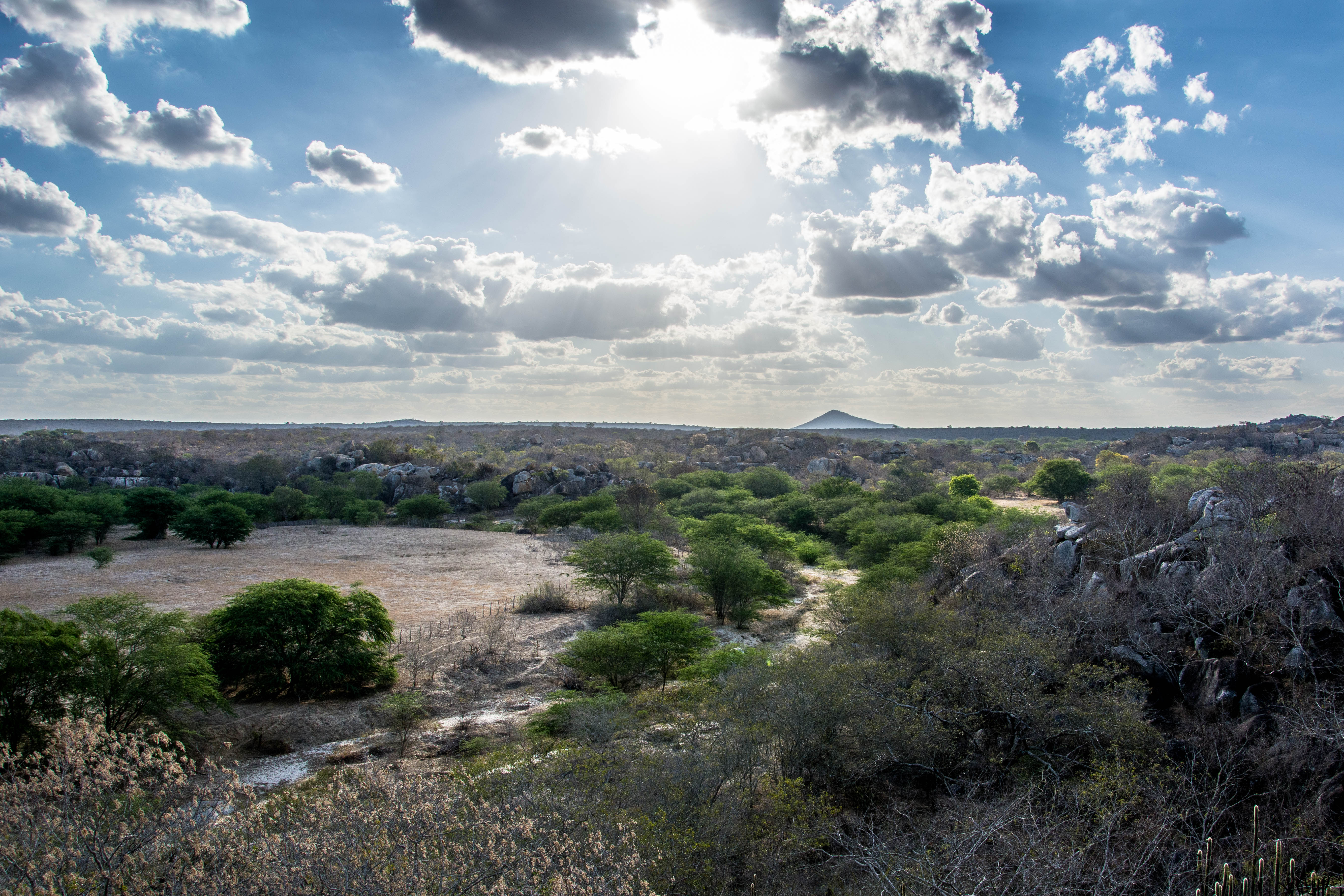
Paisagem de afloramento rochoso em Cabaceiras.

Se desenvolvendo na região de clima semiárido (BSh) há 3 regiões onde a principal característica é a baixa precipitação, onde os acumulados anuais variam entre 300 mm e 700 mm; com chuvas concentradas no outono e déficit hídrico durante todo o ano. Os solos são rasos, pedregosos e os afloramentos rochosos são comuns. Dentre todas as regiões da Paraíba, nestas a vegetação apresenta a maior adaptação a seca, sendo decídua, espinhosa, com grande quantidade e diversidade de cactos e bromélias. No Cariri e Curimataú, o extrato arbustivo e arbóreo são esparsos, de forma que o extrato herbáceo se torna contínuo; a vegetação nesta região é classificada como: Savana-Estépica Arborizada (sem palmeiras e floresta de galeria). Na região denominada Seridó, a vegetação é caracterizada por um extrato herbáceo contínuo, com presença de gramíneas e touceiras de cactáceas de pequeno porte, além de arbustos pouco adensados; a vegetação é classificada como: Savana-Estépica Parque e Savana-Estépica Arborizada.

### Sertão

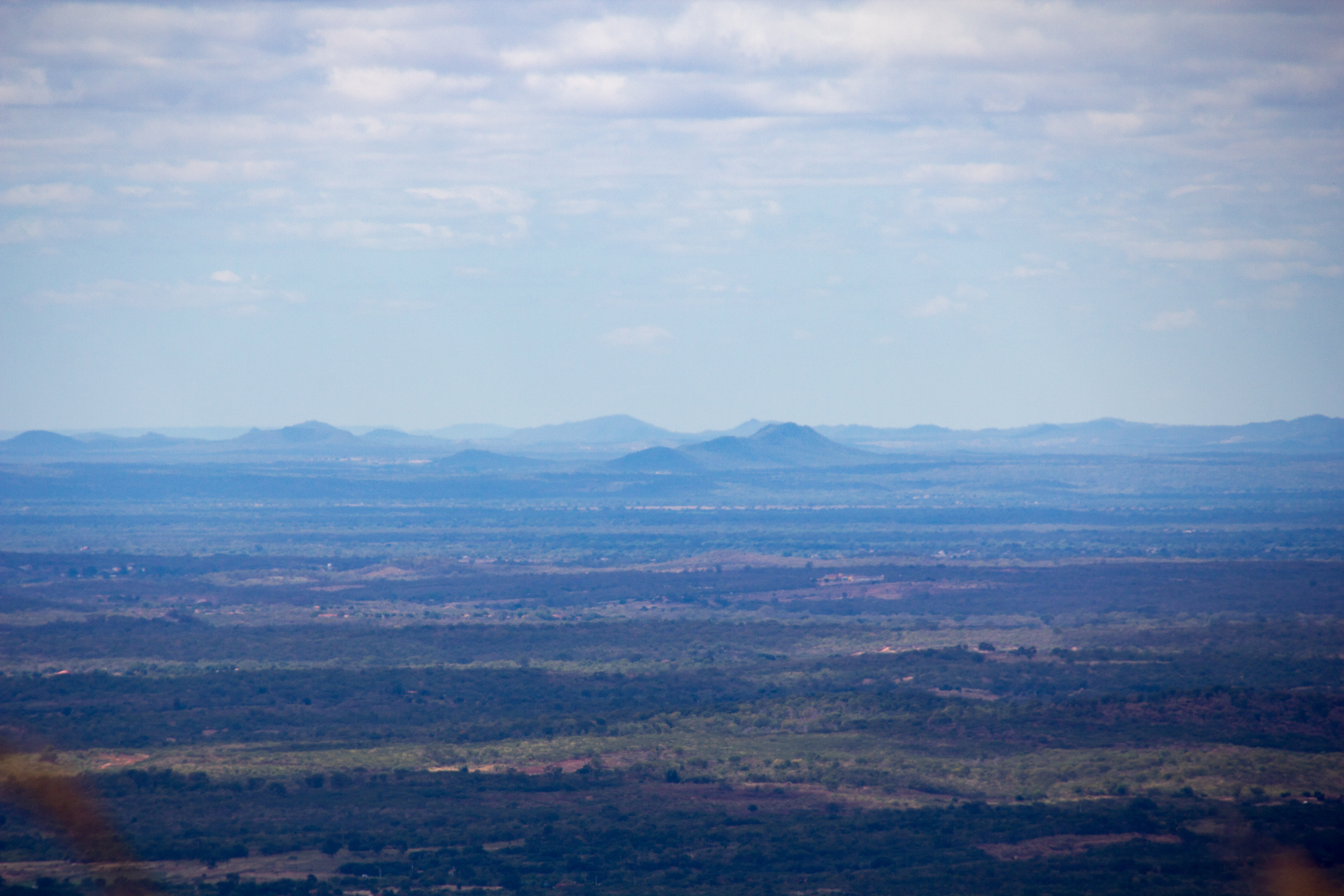
Paisagem da depressão sertaneja em Cajazeiras.

A região mais a oeste da Paraíba, que inclui a maior parte da bacia hidrográfica do Rio Piranhas (exclusive o Seridó) e as sub-bacias do Rio Espinharas, Rio do Peixe e Rio Piancó. O relevo desta região é complexo, sendo composto por depressões, elevações residuais, serras e planaltos; havendo zonas de dissecação e bacias sedimentares; a maior parte da região está na depressão sertaneja, ocupando toda a parte central, norte e leste; havendo partes do planalto da Borborema a sul e sudeste, na divisa com Pernambuco; havendo ainda na parte central, oeste e sudoeste um conjunto de planaltos, zonas de dissecação e serras denominado pediplano sertanejo. A maior parte da região está sob o clima Aw' e há partes mais a leste sob o clima BSh; com precipitações anuais médias entre 600 e 1100mm e chuvas concentradas entre o fim do verão e outono.

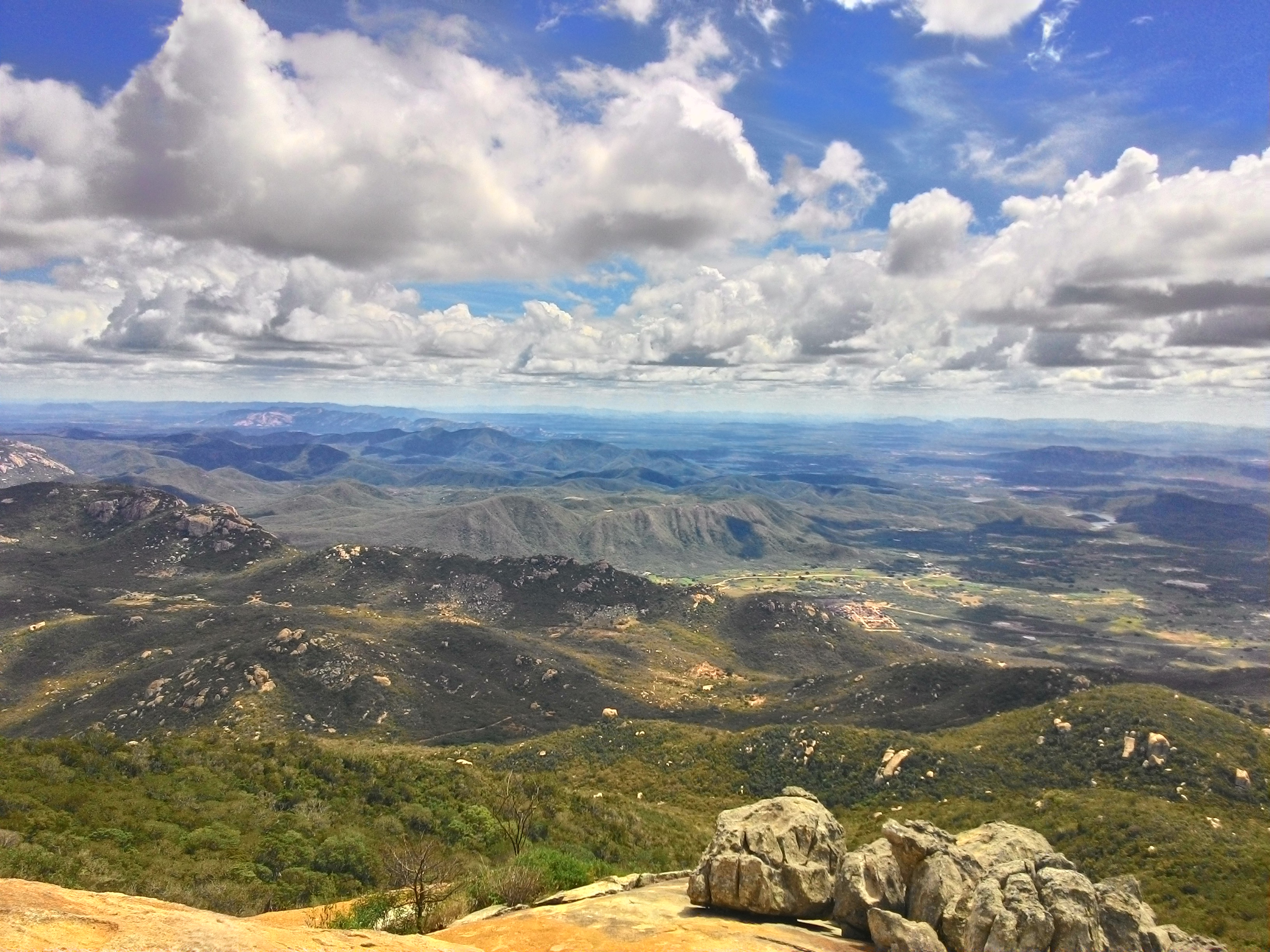
Relevo mais movimentado em Maturéia.

A vegetação é adaptada a irregularidade climática, com um curto e intenso período chuvoso, seguindo de uma longa estiagem; assim como as outras regiões de caatinga as plantas são morfo e fisiologicamente adaptadas para as condições de prolongado déficit hídrico. Contudo, a vegetação de toda a região não é uniforme, se tornando mais ou menos adensada de acordo com as condições climáticas, havendo formações arbustivas na depressão sertaneja e chegando a formações arbustivo-arbórea nas partes mais chuvosas e/ou nas serras; um ambiente importante nesta região são as várzeas dos rios, que formam tipos de vegetação distintos com espécies características destes ambientes. A vegetação da região é classificada como: Savana-Estépica Arborizada (com  ou sem floresta de galeria), Savana-Estépica Florestada; Savana-Estépica Parque e Formações Pioneiras com influência fluvial e/ou lacustre.

### Brejos de altitude e matas serranas
A presença de serras e escarpas, onde ocorrem elevação das precipitações devido as chuvas orográficas, nas regiões sob domínio da caatinga, formam "ilhas" de ambientes mais úmidos em relação a região adjacente, sendo esta uma característica que se refletirá numa vegetação com porte maior e mais densa, ou até disjunções de floresta úmida em meio vegetação seca. Ambientes assim podem ser encontrados por toda a caatinga da Paraíba.

#### O brejo

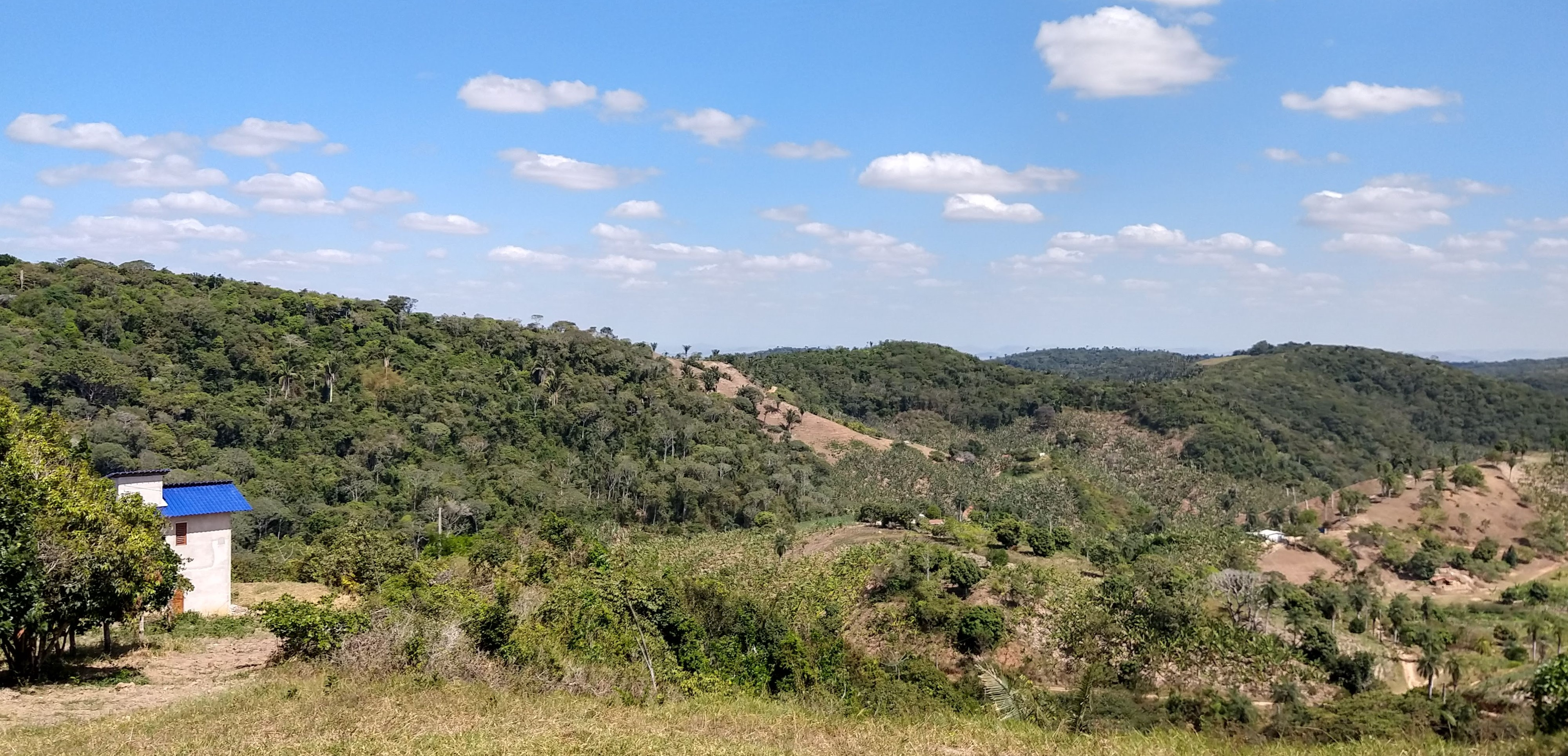
Brejo de altitude em Areia, durante o período de estiagem.

A região do brejo paraibano é uma designação para uma região do agreste, na escarpa oriental do planalto da Borborema, onde ocorre um aumento na precipitação devido as chuvas orográficas; de forma que os acumulados que ficavam em torno de 800 a 900mm nas partes mais baixas, passam a 1400 mm nas partes mais chuvosas do planalto. Esta condição permite o desenvolvimento de uma disjunção da mata atlântica em meio a caatinga; com uma vegetação florestal, onde poucas espécies perdem as folhas durante o período seco e com presença de várias espécies de palmeiras. A vegetação nestes locais é classificada como Floresta Ombrófila Aberta e Floresta Estacional Semidecidual.

#### As matas serranas

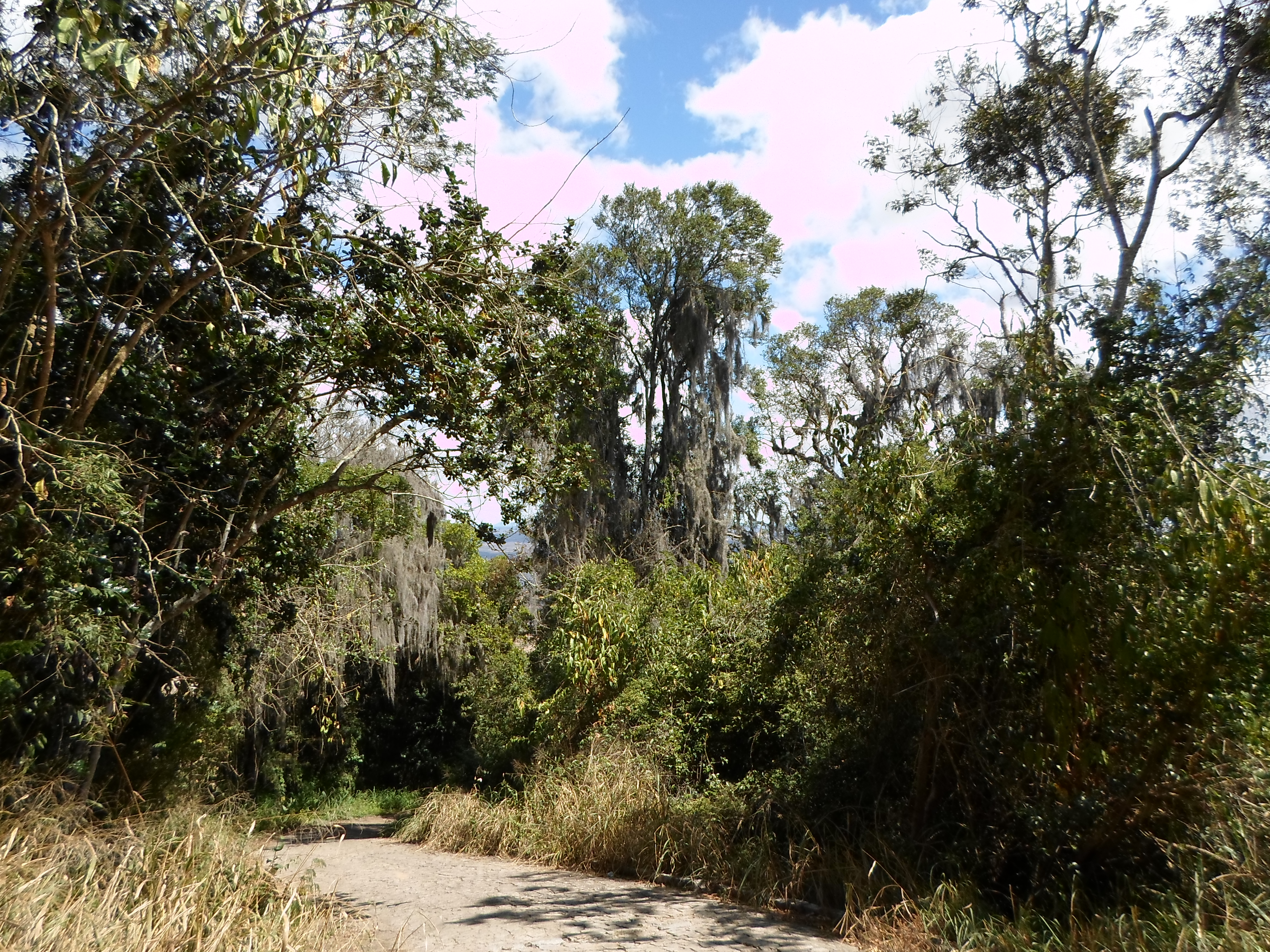
Mata serrana no Pico do Jabre.

Esta é uma designação para locais espalhados por todo a região da caatinga da Paraíba, onde as chuvas orográficas permitem o desenvolvimento de uma vegetação mais densa ou até ecótonos entre a caatinga e a mata atlântica. Na maior parte da Paraíba, estas condições criam formações de caatingas mais densas e que mantém a folhagem durante mais tempo. Nestes locais a vegetação é classificada como Savana-Estépica Florestada. Nas partes mais altas do Sertão e Cariri (com altitudes acima de 800 m) e na região adjacente ao brejo as condições permitem o desenvolvimento de uma vegetação com predomínio do extrato arbóreo, presença de espécies da mata atlântica e não perdendo completamente a folhagem. A vegetação neste locais é classificada como zonas de contato entre a Savana-Estépica e Floresta Estacional.